# 陳上美
陳上美（?—?），籍貫不詳。唐朝人。
唐文宗開成元年（836年）第二名（探花）進士及第。歷官咸陽縣尉，大中年間，官至儒林郎。餘事不詳。工於詩，“骨格本峭，但少氣耳。”有詩集，已佚。《全唐詩》僅存其詩一首。